# Resolución 176 del Consejo de Seguridad de las Naciones Unidas
La resolución 176 del Consejo de Seguridad de las Naciones Unidas, adoptada el 4 de octubre de 1962, después de examinar la solicitud de la República Argelina Democrática y Popular para la membresía en las Naciones Unidas, el Consejo recomendó a la Asamblea General que Argelia fuese admitida.
La resolución fue aprobada con 10 votos a favor con ninguno en contra; la República de China se abstuvo.